# 自耕农
自耕农（英語：yeoman），是经济学和历史学概念，指自己（家庭）拥有小块的土地，并在上面亲自耕种为生的人。自耕农也称小农，其自给自足的生产方式称为小农经济，不同於農業企業。自耕农是中世纪农业社会的基础。
在中世纪农业社会，一些自耕农因各种原因破产，变成无地之人，要么当佃农替地主耕种，要么当工人替雇主做工。如果无工可做，就成为流民。

## 參看
- 均田制
- 三七五減租
- 耕者有其田
- 公地放領
- 小农